# 선우보
선우 보(鮮于輔, ? ~ ?)는 중국 후한 말 ~ 삼국시대 위나라의 무장이자 정치가로, 유주 어양군 사람이다.

## 생애
처음에는 유주목 유우를 섬겼으나, 초평 4년(193년)에 유우는 공손찬에게 목숨을 잃었다. 이에 선우보는 유우의 원수를 갚기 위하여 유주종사(幽州從事) 제주(齊周)·기도위 선우은과 함께 염유를 오환사마(烏丸司馬)로 추대하였고, 한족과 북방 이민족을 규합하여 수만 명의 군세를 모았다. 선우보와 염유 등은 공손찬 휘하의 어양태수 추단을 공격하여 그를 죽였다. 또한 원소의 밑에 있었던 유우의 아들 유화·원소의 부하 국의와 합류하여 공손찬을 연이어 물리쳤고, 건안 4년(199년)에 이를 멸망시키는 데에 공헌하였다.
공손찬 멸망 후, 선우보는 공손찬의 영역의 통치를 맡아 공손찬의 옛 부하 전예를 장사로 두었다. 이후 원소와 조조의 싸움으로 북방이 혼란스러워졌고, 전예는 선우보에게 조조에게 귀순할 것을 종용하였다. 선우보는 전예의 말을 따랐고, 이에 조조는 선우보를 건충장군(建忠將軍)에 임명하여 유주의 여섯 군을 다스리게 하였다. 이후 선우보는 조조의 오환 정벌에 종군하였다.
황초 원년(220년), 후한이 멸망하고 문제가 조위의 황제로 등극하였다. 이때 선우보는 호아장군(虎牙將軍)에 임명되었고, 황초 5년(224년)경에는 보국장군(輔國將軍)에 임명되었다. 같은 해에 선우보는 선비의 대인(大人) 가비능을 설득하는 데에 나섰고, 또한 황초 연간에는 문제의 명령으로 촉한의 유선에게 항복을 권하는 조서를 몰래 보냈다.